# DJ Encore
DJ Encore, właśc. Andreas Hemmeth (ur. 1979 w Kopenhadze) – duński didżej i producent muzyczny. Najbardziej znany z utworu „I See Right Through to You” nagranego z wokalistką Engeliną.

## Albumy
- 2001 Intuition
- 2007 Unique

## Single
- 2001 „I See Right Through to You”
- 2002 „Walking in the Sky”
„High on Life”
„You’ve Got a Way”
- 2003 „There’s Someone Watching”
- 2007 „You Can Walk on Water”
„Out There”
- 2008 „Falling”